# Tour Areva
La tour Areva (anciennement tour Fiat jusqu'en 1995) ou tour CB1 est un gratte-ciel de bureaux situé dans le quartier d'affaires de La Défense, en France (précisément place Jean Millier, à Courbevoie), construit par les architectes américains Skidmore, Owings and Merril avec les architectes français Roger Saubot et Francois Jullien.
Depuis début 2012, elle a été le siège social du groupe nucléaire Areva, jusqu'à la dissolution du groupe en 2018, puis celui des deux entreprises résultant de cette dissolution : Orano et Framatome. Fin 2019, Orano quitte la Tour Areva et s'installe à Châtillon.

## Historique
Construite en 1974, elle mesure 184 m de haut. À son achèvement, elle était la plus haute tour de la Défense. Elle est désormais dépassée par la tour First, la tour Majunga, la tour Total, la tour T1 et la tour Granite. Il s'agit d'une des tours emblématiques de la 2e génération de tours de la Défense.
Elle prend la forme d'un parallélépipède noir. Sa façade est recouverte de granite sombre, ses fenêtres sont fumées et s'élargissent avec l'altitude pour limiter l'effet de hauteur. L'équipe franco-américaine d'architectes Louis Skidmore, Nathaniel Owings, John Merrill, Roger Saubot et François Jullien aurait été inspirée pour cette forme par les monolithes présentés dans le film 2001, l'Odyssée de l'espace de Stanley Kubrick. 
Le projet initial prévoyait une tour jumelle qui aurait dû être construite à l'emplacement de l'actuelle tour Total.
L'emplacement de la tour Areva dans le plan-masse de la Défense avait pour nom de code "CB1".
Patrick de Gayardon a sauté "officiellement" de la tour Fiat en Base Jump en 1987, fait peu commun car les sauts urbains sont très rarement autorisés en France.
La tour est majoritairement vacante depuis le départ des équipes d'Orano vers Châtillon. Cette vacance, couplée à un contexte défavorable de crise sanitaire et de développement du télétravail et du flex office, conduit Amundi, l'un des propriétaires de la tour, à s'en retirer en 2021 au profit de Nuveen (en) (qui en détenait déjà la majorité),.

## Autres détails techniques
- Surface au sol : 54,56 × 42,64 m
- Surface latérale : 34 600 m2
- Poids du bâtiment : 145 000 tonnes
- Poids de l'acier : 5 000 tonnes
- Poids du granit des façades : 4 000 tonnes
- Volume du béton utilisé : 45 000 m3
- Nombre de baies vitrées : 2 880
- Air utilisé par la climatisation : 18 000 000 m3/h

## Galerie

La tour vue du parvis de la Défense